# Río Grande (Veraguas)
Río Grande è un comune (corregimiento) della Repubblica di Panama situato nel distretto di Soná, provincia di Veraguas. Si estende su una superficie di 247 km² e conta una popolazione di 3.674 abitanti (censimento 2010).